# Vasbykro
Vasbykro (dansk) eller Wattschaukrug (tysk) er en bebyggelse beliggende vest for Husby i landskabet Angel i Sydslesvig. Administrativt er stedet delt mellem kommunerne Hyrup (tidligere Masbøl) og Husby, som begge ligger i Slesvig-Flensborg kreds i den nordtyske delstat Slesvig-Holsten. Også i kirkelig henseende er Vasbykro delt mellem Hyrup Sogn i vest og Husby Sogn i øst. Begge sogne lå i Husby Herred (Flensborg Amt, Sønderjylland), da området tilhørte Danmark. Nærliggende bebyggelser og gårde er Vesebymark og Herregårdled i vest, Veseby i sydvest og Husbymark i syd.
Vasbykro er første gang nævnt 1585. Stedet nævnes 1753 med fem kådnersteder (husmandssteder), deraf fire i Husby og et i Hyrup Sogn. Stednavnet er et oprindeligt Va(s)skov, der er omtydet til Vasby under påvirkning af nabobyen Veseby. Den yngre form optræder første gang 1743. Efter naturforholdene at dømme er forleddet snarere jysk vas (kvast) end vad (vadested). 